# Weierstrassring
Inom matematiken är en Weierstrassring, uppkallad av Nagata (1962, section 45) efter Karl Weierstrass, en kommutativ lokal ring som är Helselsk, pseudogeometrisk och så att varje kvotring med ett primideal är en ändlig utvidgning av en regelbunden lokal ring.

## Exempel
- Weierstrass förberedningssats kan användas till att bevisa att ringen av konvergenta potensserier över komplexa talen i ett ändligt antal variabler är en Weierestrassring. Detsamma gäller om komplexa talen ersätts med en perfekt kropp med en värdering.
- Varje ring som är en ändligtgenererad modul över en Weierstrassring är en Weierstrassring.